# Pidonia yushana
Pidonia yushana är en skalbaggsart som beskrevs av Chou och Wu 2005. Pidonia yushana ingår i släktet Pidonia och familjen långhorningar.
Artens utbredningsområde är Taiwan. Inga underarter finns listade i Catalogue of Life.